# Die sich im Dreck wälzen
Die sich im Dreck wälzen (engl. Titel: Trash of the Titans) ist die 22. Folge der neunten Staffel und damit die 200. Episode der Serie Die Simpsons. Sie gewann im Jahre 1998 den Primetime Emmy Award in der Kategorie Outstanding Animated Program (For Programming Less Than One Hour).

## Handlung
Homer ist stets genervt davon, die Mülltonne auf die Straße stellen zu müssen, damit sie geleert wird. Er entschließt sich daher, selber als Müllmann tätig zu werden und die Müllentsorgung zu verrichten. Nachdem er sich anschließend zur Wahl des Referenten der Müllabfuhr aufstellen lässt, wird er gewählt. Voller Euphorie versucht er nun, die Müllentsorgung zu verbessern, missachtet dabei jedoch das Jahresbudget, sodass bereits nach einem Monat alle Finanzmittel aufgebraucht sind.
Als Lisa beim Abendessen erwähnt, dass viele Städte unter Müllproblemen leiden, verschwindet Homer kurzerhand und präsentiert am nächsten Morgen den bereits in seinem Büro auf ihren Lohn wartenden Müllmännern einen Koffer voller Bargeld. Homer zeigt seiner Familie, dass er das akute Budgetproblem durch die Übernahme der Entsorgung von Müll aus umliegenden Gemeinden gelöst hat (Mülltourismus). Den Müll lässt er mit Bulldozern in die alten Minenschächte von Springfield pressen.
Der Bürgermeister lädt Homer zum Golfspielen ein, um ihn für das Stopfen des Budgetloches zu loben, als ein kleiner Müllhügel aus dem Boden hervor tritt. Nach und nach quillt nun überall Müll aus dem Boden, und Homer wird als Referent für Müllentsorgung gefeuert. Da die Stadt nunmehr unbewohnbar ist, tritt kurzerhand „Plan B“ in Kraft: Die ganze Stadt wird um fünf Meilen versetzt und lässt dabei den Müll zurück. Die letzte Szene zeigt zwei Indianer, die vor einer riesigen, sich bis zum Horizont erstreckenden Müllhalde stehen.

## Hintergrund
In der Folge haben Steve Martin, Paul McGuinness und die Band U2 einen Gastauftritt. Parodiert wird das Lied The Candy Man aus dem Film Charlie und die Schokoladenfabrik von 1971. Aufgrund der Darstellung der Müll-Problematik wurde die Folge mit einem Primetime-Emmy ausgezeichnet.